# Ene... due... like... fake...
Ene... due... like... fake... – polski film fabularny z 1991 r. w reżyserii Andrzeja Kondratiuka oraz z jego scenariuszem.

## Fabuła
Samotna staruszka zajmuje się zbieraniem zużytych lalek ze śmietnika, pragnąc stworzyć im w swoim domu raj jak z baśni. Raj, który dla niej samej jest wielkim marzeniem. W otoczeniu lalek świat fantazji triumfuje nad realiami. W stworzonym przez sędziwą kobietę świecie baśni każdy jest młody i piękny.

## Obsada
- Iga Cembrzyńska – ciocia Tamara
- Ewa Błaszczyk – lalka
- Andrzej Kondratiuk – czarodziej, iluzjonista
- Wojciech Walasik – narrator